# Теоделинда Лейхтенбергская
Теоделинда Лейхтенбергская (Теоделинда Луиза Евгения Августа Наполеоне Богарне; фр. Theodelinde Louise Eugénie Auguste Napoléone de Leuchtenberg, нем. Theudelinde Luise Eugenia Augusta Napoleone von Leuchtenberg; 13 апреля 1814, Мантуя — 1 апреля 1857, Штутгарт) — первая супруга Вильгельма Вюртембергского, 1-го герцога фон Урах.

## Биография
Теоделинда была четвертой дочерью из семи детей вице-короля Италии и принца Империи Евгения Богарне (1781—1824) и его жены принцессы Августы Амалии Баварской (1788—1851), старшей дочери короля Максимилиана I Иосифа Баварского и его первой жены принцессы Августы Вильгельмины Гессен-Дармштадтской . Её дедом и бабкой по отцовской линии был виконт Александр Богарне и его жена Мари Роз Жозефа Таше де ла Пажери, будущая императрица Жозефина, скончавшаяся через шесть недель после рождения Теоделинды.

Через несколько дней после её рождения, 20 апреля 1814 года в Милане вспыхнуло антифранцузской восстание, и 26 апреля её отец был вынужден бежать вместе со своей семьёй. Они получили убежище в Мюнхене у отца принцессы Августы Амалии. В 1817 году после падения императора Наполеона её отец и семья получили от короля Максимилиана Иосифа титул герцога Лейхтенбергского. В 1824 году принцесса Теоделинда потеряла отца. Видевший её в Мюнхене князь И. С. Гагарин, записал в дневнике в 1834 году:
Принцесса Теодолинда - прелестная девушка с распущенными светлыми волосами и большими выразительными голубыми глазами; интонации её тихого голоса изящны; тонкая и стройная фигура; улыбающийся полуоткрытый рот.
 По словам великой княжны Ольги Николаевны, «пикантная и грациозная Теоделинда, в которой ясно была видна смесь немецкой и французской крови, питала большую любовь к баварскому принцу великолепному Максу, но эта любовь осталась без взаимности».
8 февраля 1841 года в Мюнхене принцесса Теоделинда вышла замуж за Фридриха Вильгельма Фердинанда Александра графа фон Вюртемберг (1810—1869), который происходил из морганатической линии дома Вюртемберг. Его отцом был принц Вильгельм Фридрих Филипп Вюртембергский (1761—1830), младший брат короля Фридриха Вюртембергского (1754—1816) и российской императрицы Марии Фёдоровны (1759—1824). Его мать, Вильгельмина Тундерфелтд-Родис (1777—1822) — дочь барона Карла Августа Вильгельма Тундерфелтд-Родис.
Графиня Теоделинда скончалась после непродолжительной болезни в Штутгарте утром 1 апреля 1857 года и была похоронена в семейном склепе в Людвигсбурге. Её сердце было захоронено в часовне дворца в Мюнхене. 
Овдовевший граф Фридрих Вильгельм 16 февраля 1863 года женился вторично на Флорестине Гримальди принцессе Монако (1833—1897). Этот брак привёл к династическому кризису в Монако. 28 марта 1867 года Вильгельм принял титул герцога фон Урах.

## Дети
В браке родились 4 дочери:
1. Августа Евгения (27 декабря 1842 — 11 марта 1916), супруга графа Рудольфа Энзенберг; во втором браке графа Франца фон Тун и Гогенштейн
2. Мария Жозефина (10 октября 1844 — 13 января 1864), замужем не была. Детей не имела.
3. Евгения Мария (13 сентября 1848 — 26 ноября 1867), замужем не была. Детей не имела.
4. Матильда Августа (14 января 1854 — 13 июля 1907), супруга Паоло Альтьери, 8-го князя Ориоло.